# Vitali Gayduchyk
Vitali Viktaravich Gayduchyk, né le 12 juillet 1989 à Brest, est un footballeur biélorusse évoluant au poste de défenseur central.

## Biographie
Vitali Gayduchyk joue pour la première fois en équipe de Biélorussie espoirs contre la Suisse pendant le Championnat d'Europe espoirs 2011, lors d'un match perdu 3 buts à 0 par les Biélorusses.

## Palmarès
Biélorussie espoirs
- Troisième de l'Euro espoirs en 2011.

 BATE Borisov
- Champion de Biélorussie en 2014, 2015 et 2017.
- Vainqueur de la Supercoupe de Biélorussie en 2013.